# 五棵树泡
五棵树泡位于黑龙江省大庆市大同区和平牧场五棵树村以南500米，是乌裕尔河内流区内的一个微咸水湖，是马勒盖泡的一个姊妹湖。水面面积11.3平方千米，最大水深1.05米，平均水深0.66米，蓄水量约750万立方米。相传在750年前，蒙古杜尔伯特部首领踏查封地时，发现两湖环抱的一个山冈上长着五棵大榆树，认为此处是风水宝地，便在此设立居民点，即五棵树村。五棵树泡在丰水年份与西边的马勒盖泡可以相互连通。20世纪60年代以后，乌（乌裕尔河）双（双阳河）水系截断后，两个湖泊日益萎缩，不再相通。

## 备注
1. ↑  1998年出版，王苏民和窦鸿身主编的《中国湖泊志》中记录的“乌拉盖泡”与“五棵树泡”的信息与《中国河湖大典·黑龙江、辽河卷》中的介绍完全不同，通过与地图资料对比，发现《中国湖泊志》错误的将海伦市境内的燎原水库和星火水库视作“乌拉盖泡”和“五棵树泡”，且目前中文互联网上多引用该错误信息。
2. ↑   註: